# James Clerk Maxwell
James Clerk Maxwell (Edinburgh, 13. lipnja 1831. – Cambridge, 5. studenog 1879.), škotski fizičar. Profesor u Londonu i Cambridgeu. Njegova istraživanja obuhvaćaju mnoge grane fizike; najvažnija je elektrodinamika, u kojoj je matematički izrazio eksperimentalna otkrića M. Faradaya. Maxwell je teoretski dokazao da je svjetlost elektromagnetska pojava, a to je H. Hertz pokusima potvrdio. Maxwell je postavio 4 jednadžbe (Maxwellove jednadžbe) u kojima je izražen kontinuitet električnog i magnetskog polja i izložen princip po kojem promjene u električnom polju uzrokuju promjene u magnetskom polju i obrnuto. Pored L. Boltzmanna i R. Clausiusa smatra se osnivačem kinetičke teorije plinova. Formulirao je zakon raspodjele brzine molekula u plinu (Maxwellov zakon raspodjele). Napisao niz knjiga s različitih područja fizike.
Studirao je matematiku na Sveučilištu u Cambridgeu. U svojemu prvome važnijem djelu pokazao je da se Saturnov prsten mora sastojati od sitnih čestica tvari. Zatim se bavio kinetičkom teorijom plinova i statističkom fizikom. U tom je području otkrio zakonitosti epohalnog značenja. Godine 1864. razvio je teoriju elektromagnetizma koja je povezala električne i magnetske pojave te predvidio postojanje elektromagnetskih valova koji se gibaju brzinom svjetlosti. Maxwellove jednadžbe temeljni su zakoni kojima se podvrgavaju sve električne i magnetske pojave. Godine 1888. Heinrich R. Hertz je pokusima dokazao ispravnost njegovih teorija o elektromagnetskim valovima, čime se Maxwell uz Newtona te Einsteina svrstao među tri najveća mislioca u povijest fizike.

## Životopis

### Rane godine (1831-1839)
James Clerk Maxwell rođen je 13. lipnja 1831. u Edinburghu, u ulici India Street, kućni broj 14. Otac mu je bio John Clerk, odvjetnik, a majka Frances Cay. Maxwellov otac bio je iz obitelji Clerk od Penicuika, Midlothiana, obitelji koja je bila nositelj titule baroneta Clerka od Penicuika. Njegov brat bio je 6. Baronet. Rođen kao John Clerk, svome prezimenu je dodao Maxwell nakon što je nasljedio imanje u Middlebieu, Kirkcudbrightshire, preko veza s obitelji Maxwell, koja je također bila dio perstva. James je bio prvi rođak znamenite umjetnice iz 19. stoljeća Jemime Blackburn.
Maxwellovi roditelji nisu se sreli i oženili sve do njihovih tridesetih godina, što je bilo vrlo neuobičajeno za to vrijeme. Majka mu je imala gotov 40 godina kada se je rodio. Imali su i jedno dijete prije njega, kćerku Elizabeth, koje je umrla u dojenačkoj dobi. Dok je bio mlad, Maxwellova obitelj odselila je u kuću Glenlair, koju je njegov otac izgradio na imanju Middlebie od 1500 acre (6.1 km2). Brojni pokazatelji ukazuju da je od najmanje dobi Maxwell pokazivao nezasitnu znatiželju.

### Naobrazba (1839. – 1847.)
Prepoznavši potencijal u dječaku, majka je preuzela naobrazbu u svoje ruke, kao što je bio i običaj u to vrijeme. Kada se je razboljela zbog tumora u trbuhu, nakon neuspješne operacije preminula je u prosincu 1839. kada je Maxwell imao samo osam godina. Jamesovu naobrazbu nadgledao je John Maxwell i supruga njegovog brata Jane, koji su oboje imali ključne uloge u njegovu životu.
Formalno obrazovanje počelo je neuspješno, pod nadzorom šesnaestogodišnjeg tutora kojeg je doveo otac. U studenom je otac odpustio tutora, te Jamesa poslao u uglednu Edinburšku akademiju (engl. Edinburgh Academy). U vrijeme ispita stanovao je u kući tete Isabelle, gdje je uz ohrabrivanje starije rođakinje Jemime, razvio strast za crtanjem.
Desetogodišnji Maxwell, koji je čitav dotadašnji život odrastanja i odgajanja izoliran na očevom imanju nije se dobro uklapavao u školu.
Kako je prva godina bila popunjena, morao je pridružiti se drugoj godini s djecom koja su bila godinu dana starija od njega. Njegovi maniri i naglasak djelovali su ostalim dječacima rustikalnim, te je prvi dan kada se pojavio u cipelama napravljenim kod kuće i u tunici, dobio nadimak Daftie. Taj nadimak zadržao se nekoliko godina, a sam James nije za njega previše mario. Društvena izolacije u školi završila je tako što je upoznao Lewisa Campbella i Petera Guthriea Taita, dvojicu vršnjaka koji su također kasnije postali poznati znanstvenici, a s kojima je ostao prijatelj do kraja života.
Maxwell je od rane dobio fasciniran geometrijom. Mnogi njegovi talenti su u početku ostali neotkriveni iako je na drugoj godini počeo osvajati školske nagrade. Tek kada je u dobi od 13 godina osvojio školsku matematičku medalji i prvu nagradu za engleski jezik i prvo nagradu za pjesništvo, primjećen je njegov rad.
Maxwellova zanimanja nadilazila su školski program, te nije previše brinuo od uspjehu na ispitima. Prvi znanstveni rad napisao je u dobi od 14 godina. U njemu je opisao mehanički način crtanja matematičkih krivulja s komadom konopa, te opisao svojstva elipsi, Kartezijevih ovala i sličnih krivulja uz pomoć dva žarišta. Njegov rad na ovalnim krivuljama, predstavio je profesor James Forbes Kraljevskom društvu u Edinburghu. Maxwella su smatrali premladim za takav rad, a njegov rad nije bio potpuno izvoran. Descartes je opisivao krivulje u 17. stoljeću, ali je Maxwellov je pojednostavio konstrukciju.

### Sveučilište Edinburgh (1847. – 1850.)
Akademiju je napustio 1847. kada je imao 16 godina, te počeo pohađati predavanja na Sveučilištu u Edinburghu. Dobio je mogućnost pohađanja Sveučilišta u Cambridgeu, što je odbio dok ne završi kolegije u Edinburghu.
Na sveučilištu James je imao brojne znamenite predavače. Tako je Sir William Hamilton predavao logiku i metafiziku, Philip Kelland matematiku, a James Forbes prirodnu filozofiju. Maxwellu predavanja nisu bila prezahtjevna, te je imao vremena posvetiti se vlastitom proučavanju, kada je bio slobodan od Sveučilišta, naročito u svom domu u Glenlairu. Tamo je znao izvoditi pokuse s improviziranim kemijskim, električnim, magnetskim uređajima, a glavno zanimanje su mu bila pitanja svojstva polariziranog svjetla. Od blokova želatina, koje je izložio različitim naprezanjima, i s parom polarizirajućih prizmi koje mu je dao poznati znanstvenika William Nicol, promatrao je obojene trake koje su nastajale u želeu. Kroz ovaj pokus Maxwell je otkrio fotoelastičnost.
U dobi od 18 godina Maxwell je napisao dva rada za Kraljevsko društvo. U jednom od njih postavio je osnovu za kasnije važno otkriće privremene dvolomnosti u viskoznih tekućina pod tlakom. Maxwell su opet smatrali premladim da sam izlaže u Kraljevskom društvu, te je rad predstavio njegov tutor Kelland.

### Sveučilište Cambridge (1850. – 1856.)
U listopadu 1850. kao već dokazan matematičar, Maxwell je napustio Škotsku te došao u Cambridge. Iako je prvotno krenuo na fakultet Peterhouse, brzo je prešao u Trinity College, gdje je vjerovao da će lakše doći do položaja suradnika (engl. fellowship; hrv. najbliže položaju asistenta na sveučilištu). Ubrzo je izabran u elitno tajno društvo Cambridge Apostles (hrv. Apostoli Cambridgea). U studenom 1851., Maxwell je učio od poznatog profesora Williama Hopkinsa. Značajan dio jednadžbi iz elektromagnetizma potječe iz toga vremena. Godine 1854. diplomirao je matematiku, kao drugi u generaciji, te odmah nakon diplome pred Filozofskim društvom Cambridge, predstavio je svoj rad o transformaciji površine savijanjem. Bio je to jedan od njegovih rijetkih čistih matematičkih radova. Nakon diplome odlučio je ostati na fakultetu Trinity, te se prijavio za mjesto suradnika, koje je očekivao dobiti tek za nekoliko godina, kao što je bilo uobičajeno. To vrijeme je namjeravao posvetiti se vlastitim znanstvenim interesima uz ponešto obaveza ispitivanja i tutorstva.
Maxwell je postao suradnik (asistent) 10. listopada 1855. brže nego očekivano te je zamoljen da pripremi predavanja i ispite iz hidrostatike i optike. Sljedeće veljače Forbes ga je zamolio da s prijavi na otvoreno mjesto profesora prirodne filozofije na fakultetu Marischal u Aberdeenu. Otac mu je pomagao u prikupljanju referenci potrebnih za takvo mjesto, ali je umro 2. travnja u Glenlairu prije nego što je saznao rezultate kandidature. Maxwell je prihvatio mjesto, te napustio Cambridge u studenom 1856.

### Sveučilište Aberdeen (1856. – 1860.)
Maxwell je bio 15-ak godina mlađi od svih profesora na fakultetu Marischalu. Potpuno se predao novi zadacima kao predstojnik odjela, pripremajući gradivo i predavanja, te predavajući 15 sati na tjedan uz besplatna predavanja za lokalno učilište za radnike. Tijekom šest mjeseci školske godine živio je u Aberdeenu dok je ljeta provodio na Glenlairu, kojeg je naslijedio od oca. 
Posvetio se rješavanju problemu kojeg znanstvenici nisu mogli objasniti 200 godina: prirodi saturnovih prstenova. Bilo je nepoznato kako ostaju stabilni bez raspadanja, bez odvajanja ili rušenja na planet. Problem je bio odabran kao tema za 1857. za dodijelu nagrade Adams koju dodjeljuje St John's College iz Cambridgea.
Maxwell je posvetio dvije godine rješavanju problema, te je dokazao da kruti prsten ne bi bio stabilan, a tekući prsten bi valovi pretvorili u kugle. Kako niti jedna od navednih pojava nije primjećena, Maxwell je zaključio da se prstenovi moraju sastojati od brojnih malih čestica, koja svaka nezavisno kruži oko Saturna. Maxwell je dobio £130 nagrade Adams za svoj rad. Njegov rad smatran je objašnjenjem pojave prstena sve dok preleti letjelice programa Voyager 1980-ih nisu potvrdili njegova predviđanja.
Godine 1857. Maxwell se sprijateljio s velečasnim Danielom Dewarom, preko kojeg je upoznao njegovu kćerku Katherine Mary Dewar. Zaručili su se u veljači 1858. i vjenčali u Aberdeenu 2. lipnja 1858.
Godine 1860. fakultet Marischal udružio se sa susjednim fakultetom King's College te je tako nastalo Sveučilište Aberdeen. Nakon spajanja nije bilo mjesta za dva profesora prirodne filozofije, te je Maxwell, unatoč svojoj znanstvenoj reputaciji bio otpušten. Pokušao se prijaviti na mjesto u Edinburghu, koje se pojavilo nakon odlaska Forbesa, međutim dodijeljeno je Taitu. Maxwell je dobio mjesto u Londonu na King's College. Nakon što se oporavio od teškog slučaja boginja u ljeto 1860. sa suprugom se zaputio u London.

### London King's College (1860. – 1865.)
Vrijeme provedeno u Londonu smatra se najproduktivnijim u Maxwellovoj karijeri. Za rad na bojama 1860. Kraljevsko društvo mu je dodijelilo Rumfordovu medalju, a 1861. postao je član Kraljevskog društva. Maxwell je često slušao predavanja u Kraljevskom društvo, te tako došao u redoviti kontakt s Michaelom Faradayom, koji je bio 40 godina stariji od Maxwella i u to vrijeme pokazivao znakove senilnosti.
Maxwell je u to vrijeme učinio značajne napretke u području elektriciteta i magnetizma. Ispitivao je prirodu električnog i magnetskog polja te u dvodijelnom radu objavljenom 1861. dokazao konceptualni model elektromagnetske indukcije. Dva dodatna dijela rada objavljena su u ranom dijelu 1862. U prvom je raspravlja o prirodi elektrostatike i struje pomaka. Završni dio odnosio se na rotaciju ravnine polarizacije svjetla u magnetskom polju, pojavu koji je otkrio Faraday i koji se danas naziva Faradayev učinak.

### Kasne godine
Godine 1865. Maxwell je odstupio s mjesta na Sveučilištu King's College, te se sa suprugom Katharine preselio u Glenlair. Godine 1871. postao je prvi Cavendish profesor fizike na Cambridgeu. Zadužen je za opremljane Cavendish laboratorija, vrijednim uređajima, što je sponzorirao William Cavendish, 7. vojvoda od Devonshirea. Preminuo je 5. studenoga 1879. u dobi od 48 godina od posljedica tumora trbušne šupljine, kao i njegova majka. Pokopan je u naselju Parton, u blizini grada Castle Douglas, u Škotskoj.
Maxwellov kolega i prijatelj Lewis Campbell, izdao je 1882. njegovu biografiju The Life of James Clerk Maxwell, i kolekciju njegovih pjesama.

## Doprinosi

### Maxwellove jednadžbe
Maxwellove jednadžbe opisuju ovisnost električnog i magnetskog polja o nabojima i strujama, a također i njihovo međudjelovanje do kojeg dolazi kada se polja mijenjaju u vremenu. One su temelj klasične elektrodinamike i teorijske elektrotehnike, a razvio ih je J. C. Maxwel] između 1861. i 1864. Koristeći u to doba poznate zakone (Ampèreov zakon, Faradayev zakon indukcije i Gaussov zakon) te postavivši hipotezu o struji pomaka, Maxwell ih je sve skupa ujedinio u skladu s jednadžbom kontinuiteta.

### Maxwellov zakon raspodjele
Maxwellov zakon raspodjele zakon je statističke mehanike koji određuje raspodjelu vjerojatnosti brzina molekula u plinu ovisno o temperaturi. U nekom volumenu plina molekule mogu poprimiti sve moguće brzine, ali prema Maxwellovu istraživanju postoji uvijek određena brzina koja je najvjerojatnija pri određenoj temperaturi, i najveći broj molekula u plinu ima upravo brzine bliske toj brzini. Prema tom zakonu raspodjele vidljivo je koliko molekula u prosjeku otpada na pojedinu moguću brzinu. S porastom temperature postaje i najvjerojatnija brzina sve veća, tako da je prosječna brzina kojom se gibaju molekule u vrelom plinu veća nego prosječna brzina molekula u plinu pri nižoj temperaturi.

### Maxwellove diferencijalne jednadžbe
Maxwellove diferencijalne jednadžbe osnovne su jednadžbe elektrodinamike koje izražavaju povezanost električnog i magnetskog polja te opisuju način njihova mijenjanja u vakuumu. Prema njima, dovoljno je poznavati u nekom trenutku električno i magnetsko polje u prostoru da bi se jednoznačno mogao odrediti vremenski tijek polja u budućnosti:
{\displaystyle {\begin{aligned}\nabla \cdot \mathbf {E} &=0\quad &\nabla \times \mathbf {E} &=-{\frac {\partial \mathbf {H} }{\partial t}},\\\nabla \cdot \mathbf {H} &=0\quad &\nabla \times \mathbf {H} &={\frac {1}{c^{2}}}{\frac {\partial \mathbf {E} }{\partial t}}.\end{aligned}}}
gdje je: H - vektor magnetskog polja, E - vektor električnog polja, c - brzina širenja promjene, odnosno brzina svjetlosti, t - vrijeme.

### Maxwellova jednadžba za indeks loma
Maxwellova jednadžba za indeks loma relacija je koja povezuje realni dio indeksa loma n s relativnom dielektričnom permitivnošću εr i relativne magnetske permeabilnosti μr sredstva u kojem se svjetlost širi:
{\displaystyle n={\sqrt {\varepsilon _{\mathrm {r} }\cdot \mu _{\mathrm {r} }}}}